# Syllepte distinguenda
Syllepte distinguenda là một loài bướm đêm trong họ Crambidae.